# ケビン山崎
ケビン 山崎（ケビン やまざき、1951年7月26日 - ）は、広島県佐伯郡五日市町（現・広島市佐伯区）出身のパーソナル・トレーナー。トレーニングジム「トータル・ワークアウト」主宰。本名は山崎 登（やまざき のぼる）
黒キャップ、黒づくめの出で立ちでもお馴染み。2017年現在「トータル・ワークアウト」は東京（渋谷、六本木）・福岡中洲に3店舗。
主宰する「トータル・ワークアウト」では、150名以上のパーソナル・トレーナーが社員として働いている。
徒弟制度はとっておらず、過去に弟子入りを認めた者はいない。

## 来歴
- 1981年、ミシガン大学大学院修了後、トレーニングジムに勤務。シアトルを拠点とし、自らのトレーニング方法を研究、開発する。
- 1987年、シアトルに「トータル・ワークアウト」を設立。
- 1996年、関西学院大学アメリカンフットボール部「ファイターズ」のトレーナーに就任。翌年の全国制覇をサポート。
- 1998年、K-1・リングスなどの格闘家を指導。
- 1999年、前田日明の引退試合のための肉体改造を担当。
- 2000年、清原和博のパーソナル・トレーナーとなる。
- 2001年、日本1号店「トータル・ワークアウト」東京・三田店オープン。
- 2002年、プロティンランチ販売開始。（メニュー開発Hiro秋山）

## 指導したアスリート
- 清原和博
- 中田翔[4]
- 斎藤佑樹[5]
- 把瑠都[6]
- 千代大海
- 千代大龍[7]
- 宇野薫
- 安田忠夫[8]
- 山村彩恵[9]
- 斉藤裕子[10]
- 桜井美馬[11]
- 佐々木翔[12]
- 高山勝成
- 角野友基[13]
- 小橋正義[14]